# Stefan Kuks
Stefanus Mattheus Maria (Stefan) Kuks (Losser, 21 september 1961) is een Nederlands bestuurder en hoogleraar. Sinds 1 juni 2014 is hij watergraaf van het waterschap Vechtstromen.

## Biografie
Kuks studeerde vanaf 1980 bestuurskunde aan de Universiteit Twente en werkte daarnaast vanaf 1983 enige tijd bij de Raad voor de Kunst in Den Haag. Vanaf 1988 werkte hij aan de Universiteit Twente bij het Centrum voor Schone Technologie en Milieubeleid. Van 1993 tot 2000 was hij directeur van een MBA-opleiding voor milieumanagement in bedrijven. Daarnaast leidde hij Europees onderzoek, zoals een studie naar 'The Evolution of National Water Regimes in Europe' (1999-2004). In 1992-1993 was hij visiting scholar bij Auburn University in de VS en in 1995 bij de Universiteit van Florida. In 2004 promoveerde hij op een proefschrift over 'Water Governance and Institutional Change'. Sinds 2009 is hij hoogleraar innovatie en Implementatie aan de Universiteit Twente.
Kuks kwam via waterschapsverkiezingen in het bestuur van waterschap Regge en Dinkel en was van 1999 tot 2007 lid van het dagelijks bestuur. In september 2007 werd hij watergraaf van dit waterschap. Van 2010 tot 2016 zat hij ook in het bestuur van de Unie van Waterschappen in Den Haag. Op 1 januari 2014 fuseerde het waterschap Regge en Dinkel met het waterschap Velt en Vecht in het nieuwe waterschap Vechtstromen. Kuks werd er op 1 januari 2014 interim-watergraaf en op 1 juni van dat jaar werd hij de nieuwe watergraaf. Hij zette zich onder meer in voor versterking van de grensoverschrijdende samenwerking met Nedersaksen en Noordrijn-Westfalen. In 2011 werd hiervoor het Grensoverschrijdend Platform voor Regionaal Waterbeheer (GPRW) opgericht.
Kuks vervulde vele nevenfuncties in de watersector en daarbuiten. Zo was hij van 2016 tot 2024 landelijk voorzitter van het Deltaprogramma Ruimtelijke Adaptatie (DPRA), bedoeld om klimaatschade door extreem weer in Nederland te voorkomen via een betere ruimtelijke inrichting. Sinds 2021 is hij voorzitter van het Waterinnovatiefonds van de Nederlandse Waterschapsbank. Sinds 2022 is hij voorzitter van de Raad van Toezicht van Rijksmuseum Twenthe en De Museumfabriek in Enschede. Sinds 2023 is hij voorzitter van de Programmaraad van Trendbureau Overijssel.
- Bibsys: 1459181431977
- Bibliothèque nationale de France: cb14635279d (data)
- International Standard Name Identifier: 0000 0003 5766 3449
- Library of Congress Control Number: nb2004311439
- Nationale Bibliotheek van Israël: 987007432431105171
- Nationale en Universitaire bibliotheek Zagreb: 000652631
- Nederlandse Thesaurus van Auteursnamen: 073123609
- Système universitaire de documentation: 108017052
- Virtual International Authority File: 51946564
- WorldCat: E39PBJgRTw3QhMggkqwf4C6Myd